# Romualdo de Sousa Pais de Andrade
Romualdo de Sousa Pais de Andrade (? — ?) foi um político brasileiro.
Foi 1º vice-presidente da província do Amazonas, nomeado por carta imperial de 16 de abril de 1878, de 26 de agosto a 15 de novembro de 1879 e de 7 de março a 17 de março de 1882.